# Otto Christian Scavenius
Otto Christian Jacob Jørgen Brønnum Scavenius (10. december 1875 på Basnæs – 10. september 1945 i København) var en dansk kammerherre, departementschef, diplomat og kortvarigt udenrigsminister i ministeriet M.P. Friis april-maj 1920 i kølvandet på Påskekrisen.
Han var søn af kammerherre Otto Scavenius og hustru Christiane f. komtesse Scheel. Han blev student 1893 og cand.mag. 1897 og blev volontør i Udenrigsministeriet samme år. Han blev assistent to år senere og var fungerende legationssekretær i Berlin oktober-november, blev attaché i Paris 1899-1900, fungerende legationssekretær i Stockholm oktober-december 1900, i Berlin og Paris oktober-december 1901, legationssekretær i Berlin 1903, i Paris 1903-08, legationsråd 1908, gesandt i Sankt Petersborg fra 1909 og i Stockholm 1912-19. Han var chef for Udenrigsministeriets 1. departement 1919-21 og direktør for ministeriet 1921-22.
Scavenius havde også andre tillidsposter, bl.a. var han direktør i Det Store Nordiske Telegraf-Selskab og medlem af sammes bestyrelse, bestyrelsesformand for A/S Gasaccumulator, Det private Investment Co., næstformand i kontrolkomiteen for livforsikringsselskabet Hafnia, bestyrelsesmedlem i A/S Det Forenede Olie Kompagni og A/S Dampskibsselskabet Orient. Han var formand for Foreningen til den ædle Hesteavls Fremme, Ridder af Dannebrog 1907, kammerherre
1909, Dannebrogsmand 1912. Kommandør af 2. grad 1917, af 1. grad 1930 og ridder af mange udenlandske ordner, bl.a. Æreslegionen.
Han er portrætteret på Otto Baches maleri: Slutningen af Parforcejagten 1882 (Frijsenborg). Træsnit derefter.